# لوبمیر دلژل
لوبُمیر دُلِژِل (چکی: Lubomír Doležel; ۳ اکتبر ۱۹۲۲ – ۲۸ ژانویهٔ ۲۰۱۷) نظریه پرداز ادبی اهل کشور جمهوری چک و یکی از بنیانگذاران نظریه «اصطلاح جهان های داستانی» بود.